# Yascht
Yascht, im englischen Sprachraum meist Yasht (mittelpersisch und neupersisch yašt/یشت, stammend von „yašti“ und „yaz“: anbeten, opfern, preisen – im Alt-Avestischen; verwandt mit Yasna) sind Hymnen des jüngeren Avesta.
Den dritten Abschnitt des Avestas, der heiligen Schrift der Anhänger des iranischen Religionsstifters Zarathustra, bilden einundzwanzig Yaschts. Die Yaschts enthalten Hymnen an alt-iranische Gottheiten und werden sowohl mit Zahlen im Sinne einer Nummerierung als auch durch die Namen der jeweiligen Gottheit bezeichnet.
Die Yaschts fanden als wesentliche schriftliche Quellen insbesondere der frühen iranischen Mythologie Eingang in das neupersische Werk Schāhnāme des persischen Dichters Firdausi. So erscheint beispielsweise Hom / Haoma dort als in den Bergen lebender, tugendhafter Mann, der Afrasiab entgegentritt und den iranischen König Chusrau unterstützt.
Unter den Yaschts wird Hom Yascht als Teil des Yasna betrachtet. Es sind somit die folgenden 20 Yaschts zu nennen, welche hier jeweils zunächst mit zwei entsprechenden Bezeichnungen angegeben und anschließend in Klammern um die Gottheit, welcher sie gewidmet sind, ergänzt werden:
1. Hormazd Yascht / Ohrmazd Yascht (an Ahura Mazda)
2. Haft Amescha Spentaan Yascht / Amescha Spenta Yascht (an Amescha Spenta)
3. Ordibehesht Yascht / Ardwahischt Yascht (an Aša Vahišta, die „beste Asha“)
4. Hordad Yascht / Haurvatat Yascht (an Haurvatat)
5. Aban Yascht / Ardvi Sura Anahita Yascht (an das Wasser und Anahita)
6. Horschid Yascht / Kwarsched Yascht (an Hvare xšaeta: die Sonne)
7. Mah Yascht (an Mawangh: den Mond)
8. Tir Yascht / Tischtar Yascht (an Tishtrya)
9. Geusch Yascht / Drvasp Yascht (an Drvaspa)
10. Mihr Yascht (an Mithra)
11. Srosch Yascht (an Sraoscha)
12. Raschn Yascht / Raschnu Yascht (an Raschnu)
13. Farwardin Yascht / Frawardin Yascht (an die Fravashi)
14. Bahram Yascht / Warahran Yascht (an Verethragna)
15. Ram Yascht / Raman Yascht (benannt nach Raman / Rama, inhaltlich gerichtet an Vayu / Vata)
16. Den Yascht / Daena Yascht (an Čistā: Gottheit des Wissens)
17. Ard Yascht / Art Yascht (an Ashi Vanguhi)
18. Arshtad Yascht / Arschtat Yascht (Bezug auf Airyanem xvareno)
19. Zamyad Yascht / Zam Yascht (an die Erde)
20. Vanand Yascht / Vanant Yascht (an Vanant: einen Stern)
In der Nummerierung wird Hom Yascht in der Regel als Yascht 20 gezählt, sodass Vanand Yascht die Zahl 21 zugeordnet wird.
Das Alter der Yaschts
Die Yaschts können in eine ältere und eine jüngere Gruppe eingeteilt werden, was auch mit deutlichen sprachlichen und stilistischen Unterschieden einhergeht. Der Ursprung der älteren Yaschts wird der vor der Zeit Zarathustras und dessen religiöser Erneuerung bestandenen iranischen Glaubenswelt zugerechnet. Allerdings gehen verschiedene Autoren von einem Einfluss des späteren zoroastrischen Klerus auf die Form und einen Teil des Inhaltes dieser Yaschts aus.
Zu den ältesten Yaschts gehören Hom Yascht, Haoma gewidmet, sowie Mihr Yascht, welches die Gottheit Mithra preist. Weitere Yaschts dieser Gruppe sind:
Aban Yascht, Tir Yascht, Geusch Yascht, Farwardin Yascht, Bahram Yascht, Din Yascht, Ard Yascht, Zamyad Yascht sowie Srosch Yascht.
In historischer bzw. mythologischer Hinsicht ist die Darstellung verschiedener Herrscher in den älteren Yaschts auch im Hinblick auf die spätere persische Literatur von besonderer Bedeutung. So werden hier Könige der seitens Firdausis angegebenen zwei Dynastien der frühen iranischen Könige dargestellt. So wird die bei Firdausi als „Kianian“ bzw. Kianiden auftretende Dynastie hier unter der Bezeichnung „Kavaya“ bzw. „Kavan“ beschrieben.